# North Spicer Island
North Spicer Island är en ö i Kanada.   Den ligger i territoriet Nunavut, i den nordöstra delen av landet, 2 600 km norr om huvudstaden Ottawa.
Trakten runt North Spicer Island består i huvudsak av gräsmarker.